# 港製器工業
港製器工業株式会社（みなとせいきこうぎょう）は、大阪府高槻市唐崎中３丁目に本拠を置く、建築・コンテナ用金物、物流機器、エクステリア商品などの総合メーカー。

## 概要
1957年(昭和32年)3月創業の建築用ターンバックルなどの建築金物や海上コンテナ用金物などの総合メーカー。1961年に金属加工業として会社設立。当初は舶用金物を扱い、やがて船舶用ラッシング資材の分野に進出。商品の多角化に合わせ1972年に港製器工業に社名変更。1957年の創業の地が大阪市港区であったため、社名に「港」が冠されている。
1968年に高槻に本社移転後、手がけ始めた海上コンテナ用金物が現在では主力商品となり、世界でも5指に入るシェアを持つ。現在では定期貨物船の主流となった荷崩れ防止のためのコンテナの固定金具である「コンテナラッシング金物」の製造に取り組み、世界主要5社の一角を占めるに至った。特にコンテナのロック、アンロックが自動化できる「フルオートツイストロック」では先行しており、主要海運会社の協力で4年にわたり試験航海を行い製品化した。フルオートの製品を手がけるメーカーは世界でも同社を含む4社である。一隻あたりの受注額は約1億円に上る。船舶金物のコンテナラッシング金物の大手メーカーは2023年現在、同社を含め世界で4社のみとなり、日本では7，8社あったメーカーは淘汰され、同社だけが残っている。
ハードのみならず、コンテナの積み付けプランニングソフトも開発。「モノづくりの加工に終わらず、船の安全運航をサポートする」との姿勢から、製品・サービスが提供されている。
2012年に「付加価値の高い製品の開発」を目指し、新規事業部を発足。大手企業とのタイアップでシステムを構築し付加価値の高い商品の開発を目指し、長谷工コーポレーションと共同開発によるマンションの屋上のリフォーム用ソーラーパネル架台などを製作。他に「マンション向け落下防止ネット」、地震の際に倒壊の危険の少ない「スーパーフェンス」などの製品がある。

## 事業内容
主な事業は以下のとおりである。
- 船舶用ラッシング資材事業
- 仮設建材事業
- 物流機器事業
- 開発設計製造事業
- 住設事業
- 環境エネルギー事業

## 沿革
- 1957年(昭和32年) - 3月、岡室昇之眞が大阪市港区南市岡に港鍛工所を創業。
- 1961年(昭和36年) - 3月、株式会社港鍛工所を設立。大阪市西区九条南にシャックル専用鍛造工場を新設し本社移転。
- 1968年(昭和43年) - 4月、高槻に工場を新設。本社と工場を移転。
- 1972年(昭和47年)
  - 2月、港製器工業株式会社に商号変更。
  - 6月、建築用ターンバックル製造工場を新設。
- 1977年(昭和52年) - 5月、弱電部品製造工場を新設し、倉庫を増設。
- 1978年(昭和53年) - 1月、エクステリア製造工場を新設。
- 1990年(平成2年) - 12月、コンテナ金物製造工場を新設。
- 1998年(平成10年) - 11月、ISO9001認証を取得。
- 2002年(平成14年) 
  - 1月、ISO14001認証を取得。
  - 7月、マンション向けエクステリア事業に参入。
- 2004年(平成16年) 
  - 3月、建築用ターンバックルでJIS取得。
  - 5月、建築用ターンバックル「コンパクトブレース」で国土交通大臣認定を取得。
  - 11月、建築用ターンバックル「スーパーブレース」で国土交通大臣認定を取得。
- 2007年(平成19年) 
  - 9月、一般建設業 大阪府知事許可(般-19)を取得。
  - 11月、フェウッド（木造耐震ブレース工法）1Pたすき掛で国土交通大臣認定を取得。
- 2008年(平成20年) - 7月、岡室昇志が社長に就任。
- 2009年(平成21年) - 2月、資本金を4,500万円に増資。
- 2010年(平成22年) 
  - 1月、経済産業省の雇用創出企業に選出。
  - 3月、大阪府経営革新計画承認企業に認定。
- 2012年(平成24年) - 1月、フェウッド（木造耐震ブレース工法）2Pたすき掛で国土交通大臣認定を取得。
- 2013年(平成25年)
  - 4月、木場に東京事業所を開設。
  - 5月、大洋製器工業株式会社からコンテナラッシング部門とRoRoフェリーラッシング部門を吸収合併。
  - 7月、常州太優港貿易有限公司を中国常州に設立。
  - 11月、株式会社ライフアップを株式取得により子会社化。
- 2014年(平成26年)
  - 3月、JR茨木駅前に茨木事務所を開設。
  - 4月、建材販売を事業目的とする株式会社アンフィニ設立。
- 2016年(平成28年) 
  - 5月、東京の辰巳倉庫を千葉県習志野市に移転し、東日本デポとする。
  - 10月、東京事務所を御成門に移転。
- 2019年(令和元年) 
  - 9月、名古屋市に仮設建材課 名古屋事務所を開設。
  - 10月、台湾での仮設建材を事業目的とする港製器股份有限公司を台北に設立。
- 2023年(令和6年) 
  - 2月、東京事務所を九段下に移転。
- 2024年(令和7年) 
  - 7月、名古屋営業所を岐阜工場内に移転し、中京営業所とする。

## 受賞歴
- 2014年1月 
  - 大阪府商工関係者表彰
  - 大阪ものづくり優良企業賞

- 2024年4月18日
  - 東久邇宮記念賞（岡室昇之眞）[14]

## 所在地
- 本社／工場／西日本営業所

大阪府高槻市唐崎中3-20-7
- 東京事務所 仮設建材課／東日本営業所

東京都千代田区九段南2-3-25 平安堂ビル7階
- 茨木事務所 LS事業部

大阪府茨木市西駅前町5-8 関電不動産茨木ビル3階
- 中京事務所 仮設建材課

岐阜県海津市平田町土倉121番
- 南倉庫

大阪府高槻市唐崎1274
- 東日本デポ

千葉県千葉市花見川区宇那谷町1767
- 岐阜工場

岐阜県海津市平田町土倉121番1
- 九州デポ

福岡県福岡市東区箱崎ふ頭5-1-17 株式会社LOGI・フロー 箱崎物流センターⅠ内